# Сванетия

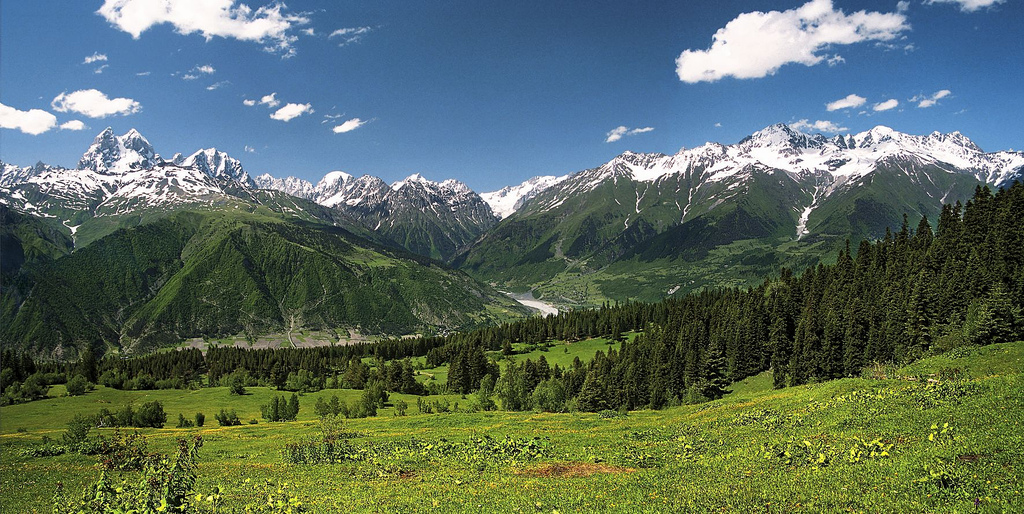
Сванетия

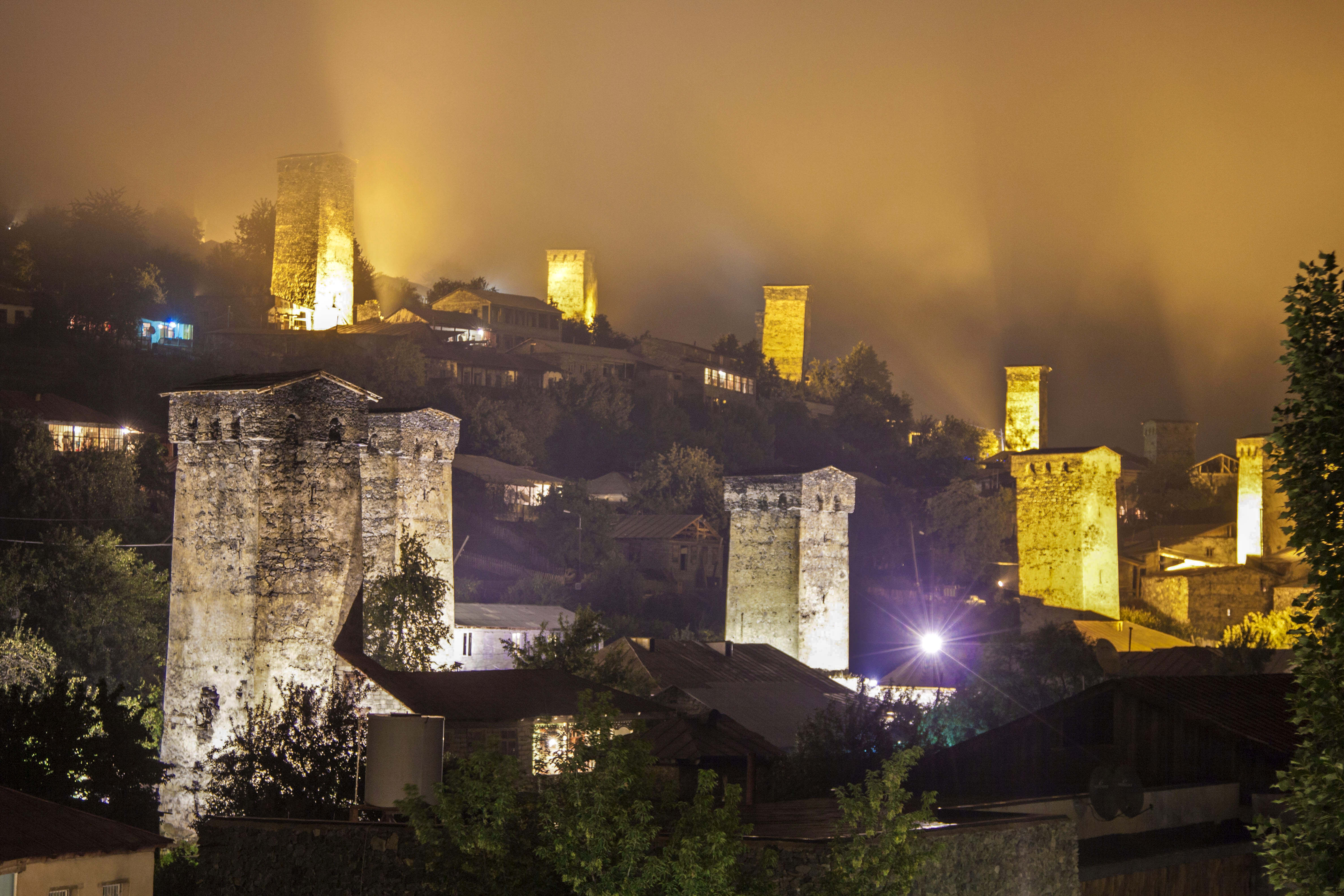
Сванские башни в Местии

Сване́тия (Сва́нети, сван. შვან, груз. სვანეთი) — историческая горная область на северо-западе Грузии, населённая сванами.
Территориально и исторически Сванетия делится на Верхнюю и Нижнюю, разделённые Сванетским хребтом.

## Верхняя Сванетия
Верхняя Сванетия (груз. ზემო სვანეთი Земо-Сванети) — высокогорная долина в верхнем течении реки Ингури, расположена между 42°48' и 43°15' сев. широты и между 42°00' и 43°00' вост. долготы и занимает площадь 3154 км². 
С севера и востока Верхнюю Сванетию окаймляет Главный Кавказский хребет с вершинами Шхара, Ушба, Тетнульди и др., по которому проходит граница Грузии с Россией (Кабардино-Балкария). С юга высится Сванетский хребет, который примыкает непосредственно к Главному Кавказскому хребту и замыкает Верхнюю Сванетию с востока.
С запада район отделён хребтом Хурум от Кодорского ущелья.
Верхняя Сванетия известна своими архитектурными сокровищами и живописными пейзажами. Выделяются жилые башни, сооружённые главным образом в IX—XII столетиях. Также сохранились древние каменные православные церкви.
Верхняя Сванетия была включёна в список объектов Всемирного наследия ЮНЕСКО.
В административном плане Верхняя Сванетия составляет Местийский муниципалитет региона Самегрело-Верхняя Сванетия с центром в п.г.т. Местиа.

### История
После распада Грузинского царства в середине XVI века Верхняя Сванетия номинально подчинялась имеретинскому царю. В западной части долины образовалось независимое владение князей Дадешкелиани и оно получило название Княжеская Сванетия. В остальной, большей по площади, части долины существовали вольные общества, и она стала называться Вольной Сванетией.
Обе части долины номинально вошли в состав Российской империи (княжество в 1833 году, а «вольная» часть в 1840), но до конца 1840-х годов в районе не присутствовала ни российская администрация, ни Русская православная церковь.
К 1859 году княжество было упразднёно, и район составил отдельное приставство Сванетия в составе Кутаисского генерал-губернаторства.
В 1875-76 годах в Сванетии произошло крупное восстание против российских властей.

## Нижняя Сванетия
Нижняя Сванетия (груз. ქვემო სვანეთი  Квемо-Сванети) — долина в верхнем течении реки Цхенисцкали (правый приток реки Риони) и её притока Хеледула.
С севера Нижнюю Сванетию отделяет Сванетский хребет от Верхней. С юго-запада Эгрисский хребет отделяет район от Мегрелии, а Лечхумский хребет отделяет его от Лечхуми на юге и Рачи на востоке.
В административном плане Нижняя Сванетия составляет Лентехский район региона Рача-Лечхуми и Нижняя Сванетия с центром в посёлке Лентехи.

### История
После распада Грузинского царства в середине XVI в. Нижняя Сванетия стала частью Мегрельского княжества. С 1833 года княжество вошло в состав Российской Империи, а в 1867 году оно упразднёно, и его территория была включёна в состав Кутаисской губернии. С 1887 года территория Нижней Сванетии находилась в составе Лечхумского уезда.
Официальный субъект восстановлен в виде двух регионов Самегрело-Верхняя Сванетия, и Рача-Лечхуми и Нижняя Сванетия с 2005 года.